# Eurico dos Santos Veloso
Dom Eurico dos Santos Veloso (Juiz de Fora, 13 de abril de 1933 – Juiz de Fora, 30 de setembro de 2023) foi um bispo católico brasileiro e Arcebispo Emérito da Arquidiocese de Juiz de Fora.

## Morte
Eurico morreu no dia 30 de setembro de 2023 aos 90 anos, por insuficiência cardíaca e renal.